# Victor és Valentino
A Victor és Valentino (eredeti cím: Victor and Valentino) 2019-ben indult amerikai televíziós 2D-s számítógépes animációs kalandsorozat, amelynek alkotója Diego Molano.
Amerikában a Cartoon Network tűzte műsorra 2019. március 30-án. Magyarországon is a Cartoon Network 2019. október 28-án mutatta be.

## Ismertető
A sorozat Victorról és Valentinóról a két féltestvérről szól akik egy Monte Macabre nevű kis városban élnek ahol érdekes dolgok, rejtélyek után kutatnak.

## Szereplők
| Szereplő              | Eredeti hang                                        | Magyar hang                                      |
| Főszereplők           | Főszereplők                                         | Főszereplők                                      |
| --------------------- | --------------------------------------------------- | ------------------------------------------------ |
| Victor "Vic" Calavera | Diego Molano                                        | Berkes Bence                                     |
| Valentino "Val"       | Rico Rodriguez (pilot) Sean-Ryan Petersen (sorozat) | Nagy Gereben                                     |
| Chata                 | Carla Tassara (pilot) Laura Patalano (sorozat)      | Halász Aranka                                    |
| Mellékszereplők       |                                                     |                                                  |
| Charlene              | Cristina Milizia                                    | Mayer Szonja                                     |
| Pineapple             | Diego Molano                                        |                                                  |
| Maria Teresa          | Frankie Quiñones                                    |                                                  |
| Don Julio Jalapeño    | Jason Hightower                                     | Borbiczki Ferenc                                 |
| Xochi Jalapeño        | Cristina Vee                                        |                                                  |
| Visszatérő szereplők  |                                                     |                                                  |
| Monte Macabre         |                                                     |                                                  |
| Huitzi                | Cristina Milizia                                    |                                                  |
| Isabella              | Cristina Milizia                                    | Gulás Fanni                                      |
| Guillermo             | Tom Kenny                                           | Papp Dániel                                      |
| Alma Creator          | Erica Luttrell                                      |                                                  |
| Cacao                 | Debi Derryberry                                     |                                                  |
| Rosa "Rosita"         | Arianna Villavicencio                               | Vida Sára                                        |
| Miguelito             | Spencer Rothbell                                    | Pálmai Szabolcs                                  |
| Lupe                  | Jenny Lorenzo                                       | Sági Tímea                                       |
| Gustavo               | Eric Lopez                                          | Ifj. Boldog Gábor                                |
| Reynaldo              | Diego Molano                                        | Szokol Péter                                     |
| Reynalda              | Cristina Milizia                                    | Koncz-Kiss Anikó (1. hang) Gruber Zita (2. hang) |
| Andres                | Xolo Maridueña                                      | Baradlay Viktor                                  |
| Sal                   | Jorge Gutierrez                                     | Orosz István (1. hang) Várday Zoltán (2. hang)   |
| Baker                 | Yuri Lowenthal                                      | Penke Bence                                      |
| Elsewhere             |                                                     |                                                  |
| Guadelupe             | Maria Bamford                                       |                                                  |
| Javier                | Dante Basco                                         | Gacsal Ádám                                      |
| Itzel                 | Carolina Ravassa                                    |                                                  |
| Supernatural          |                                                     |                                                  |
| The Bone Boys         | Daran Norris                                        | Pál Tamás                                        |
| Mic                   | Christian Lanz                                      |                                                  |
| Hun                   | Tony Plana                                          |                                                  |
| Achi                  | Christian Lanz                                      | Kossuth Gábor                                    |
| Huehue                | Christian Lanz                                      | Pál Tamás (1. hang) Varga Rókus (2. hang)        |
| El Pintor             | Tony Plana                                          |                                                  |
| El Colorado           | Kevin Michael Richardson                            |                                                  |
| Chupacabra "Chupa"    | Tatasciore                                          | Potocsny Andor                                   |
| Lechuza               | Vanessa Marshall                                    |                                                  |
| Chip                  | James Arnold Taylor                                 |                                                  |
| El Toro               | Jorge Gutiérrez                                     |                                                  |
| Matty                 | Olivia Trujillo                                     |                                                  |

## Évados áttekintés
| Évad | Évad  | Epizódok | Eredeti sugárzás    | Eredeti sugárzás  | Magyar sugárzás   | Magyar sugárzás     |
| Évad | Évad  | Epizódok | Évadpremier         | Évadfinálé        | Évadpremier       | Évadfinálé          |
| ---- | ----- | -------- | ------------------- | ----------------- | ----------------- | ------------------- |
|      | Pilot | Pilot    | 2016. október 29.   | 2016. október 29. | TBA               | TBA                 |
|      | 1     | 39       | 2019. március 30.   | 2019. október 26. | 2019. október 28. | 2021. szeptember 3. |
|      | 2     | 39       | 2020. április 18.   | 2021. május 29.   | 2021. január 25.  | 2021. augusztus 5.  |
|      | 3     | TBA      | 2021. szeptember 4. | TBA               | TBA               | TBA                 |